# 陳所行
陳所行（1584年—？），字副知，號力如，山西武鄉縣人，明朝官员、进士出身。

## 生平
萬曆三十一年癸卯科山西乡试第二十八名举人，三十五年（1607年）丁未科进士，授永年縣知縣，后升任南京工部主事、員外郎，升任大名府知府，天启二年起補蘇州府知府，三年因病歸鄉，著有《令永纪略》。

## 家族
曾祖陈九官。祖父陈藻。父陈待聘，忻州训导。母魏氏。具庆下。兄陈所志。